# James Bard

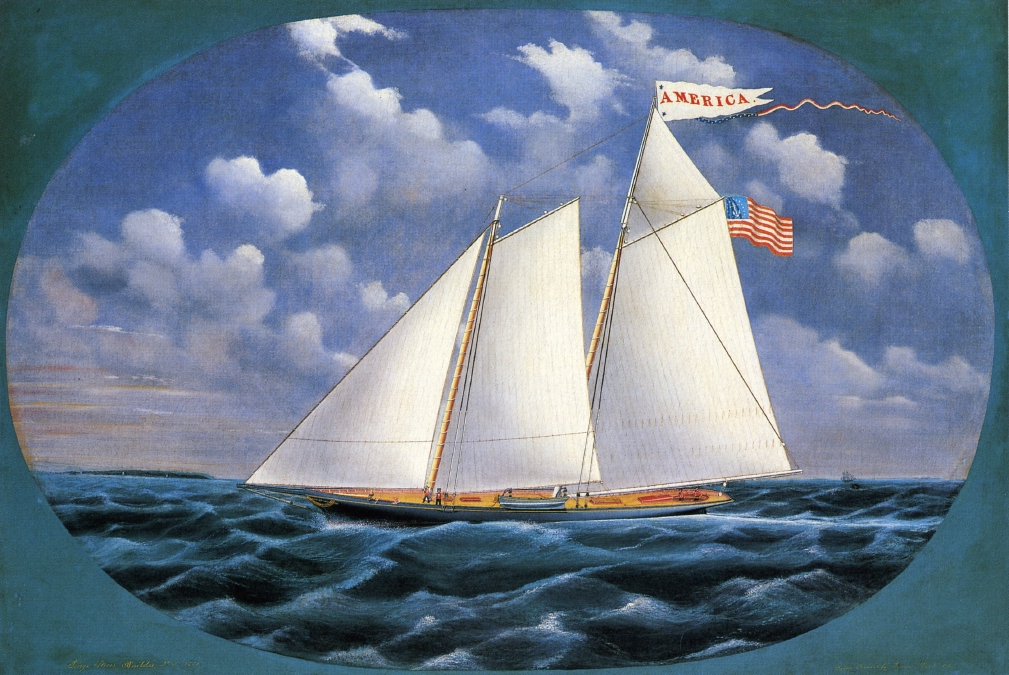
Szkuner America, 1851

James Bard (ur. 4 października 1815 w Nowym Jorku, zm. 26 marca 1897 w White Plains) – amerykański samouk, malarz marynista znany z licznych przedstawień parowców i statków żaglowych z XIX w.

## Życiorys
James Brand miał brata bliźniaka Johna, z którym współpracował do końca lat 40. XIX wieku. Pierwsza ich wspólna praca powstała, gdy obaj mieli po 12 lat, była to akwarela przedstawia parowiec Belona. W 1831 r. bracia założyli spółkę i od tej pory wszystkie obrazy były sygnowane „J & J Bard” lub „J & J Bard, Picture Painters”. Około 1845 r. zrezygnowali z akwareli na rzecz techniki olejnej. Około 1850 r. James Bard z nieznanych powodów przestał pracować z bratem i zniknął, później okazało się, że zmarł w 1856 r. w przytułku na Blackwell Island.
Począwszy od 1850 r. James Bard pracował już samodzielnie. Początkowo jego prace cieszyły się dużym powodzeniem, zamawiali je armatorzy, stocznie i kapitanowie. Bardowi przypisuje się ponad 3 tysiące obrazów przedstawiających jednostki pływające, w tym prawdopodobnie każdego parowca zbudowanego w Nowym Jorku podczas jego aktywności artystycznej. Prace Barda odznaczają się precyzją i dbałością o szczegóły, współcześnie stanowią źródło wiedzy historycznej na temat rozwoju statków parowych. Artysta był aktywny do ok. 1890 r., gdy sprzedał ostatnie dwa obrazy. Na swojej pracy prawdopodobnie nie dorobił się znacznego majątku, gdyż pod koniec życia znalazł się na utrzymaniu córki pracującej jako pokojówka. Zmarł w 1897 r. i został pochowany na cmentarzu przeznaczonym dla ubogich.
Jedynym znanym człowiekiem, który doceniał twórczość Barda za życia, był Samuel Ward Stanton, autor American Steam Vessels, zasłużony historyk morski. Na prace malarza później zaczęli zwracać uwagę historycy, którzy na początku XX w. zaczęli gromadzić jego obrazy i traktować je jako źródło informacji. Obecnie prace Barda cieszą się uznaniem i osiągają wysokie ceny na aukcjach.
Największy zbiór obrazów artysty posiada Mariners’ Museum and Park w Newport News

## Galeria

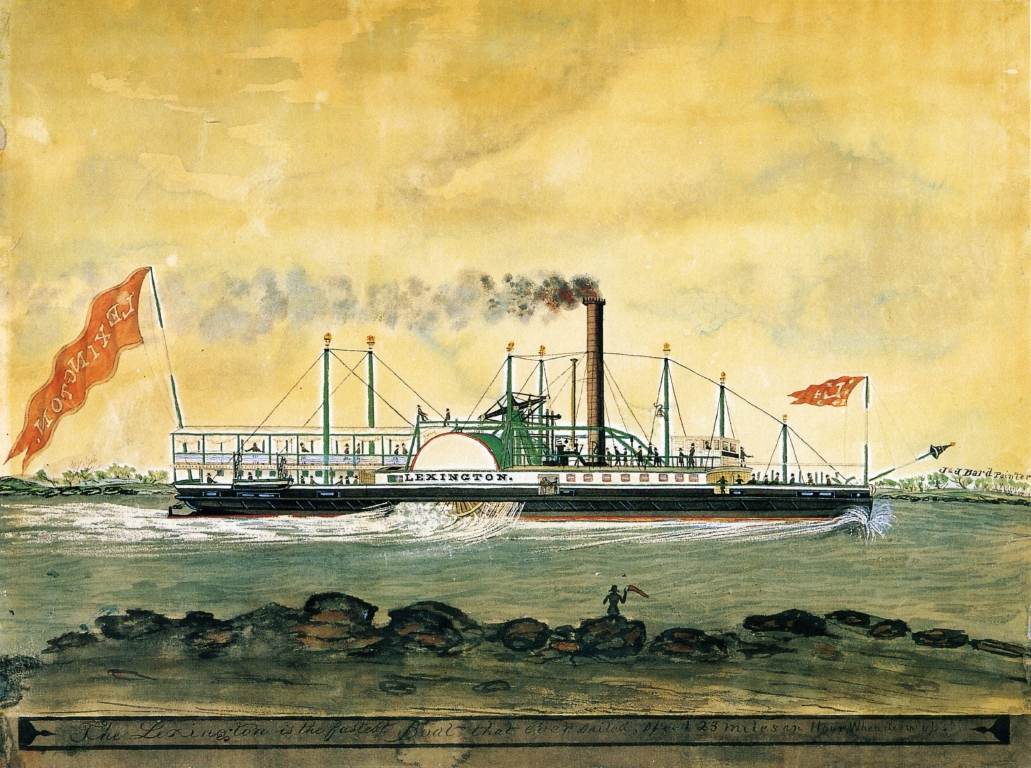
Lexington, James and John Bard, akwarela, ok. 1840 (Peabody Essex Museum)
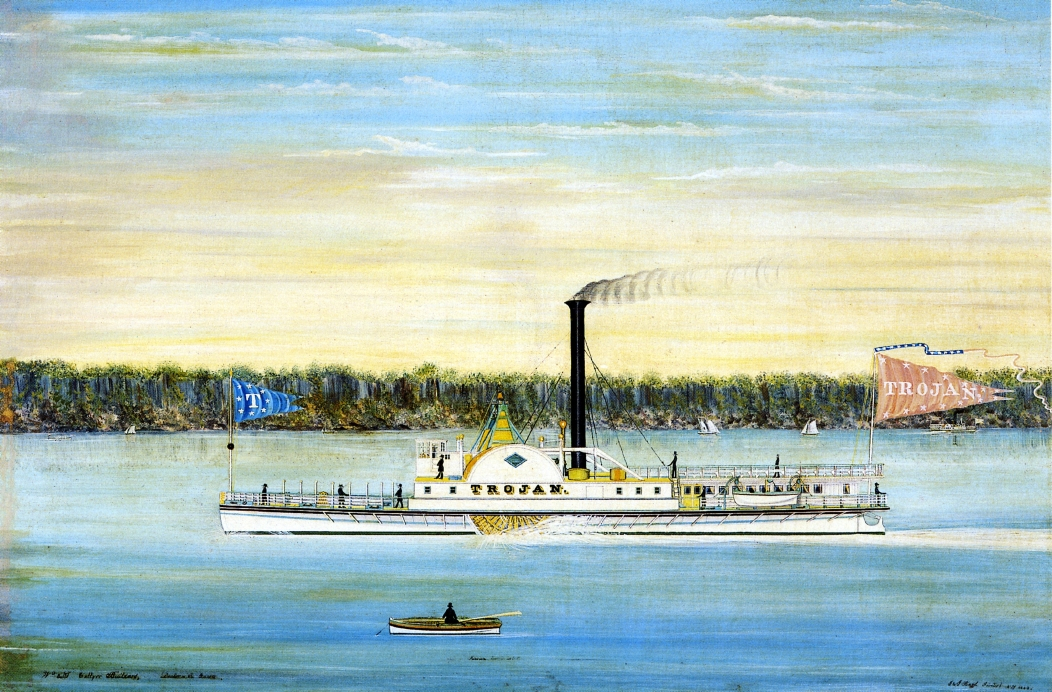
Trojan, James and John Bard, akwarela, 1845 (Mariners’ Museum)
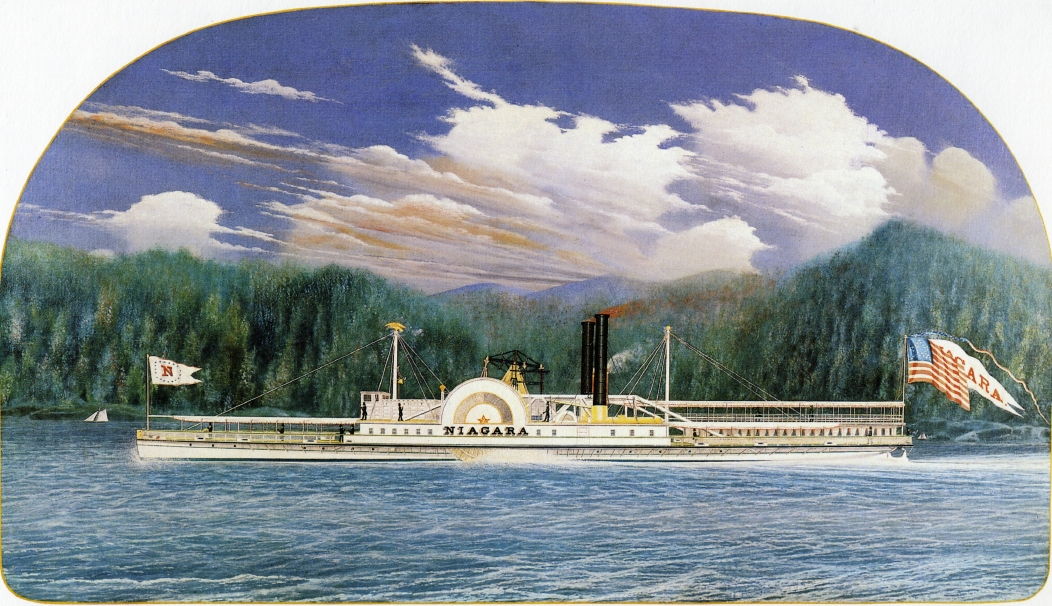
Niagara, olej na płótnie, James Bard, 1852 (Mariners’ Museum)
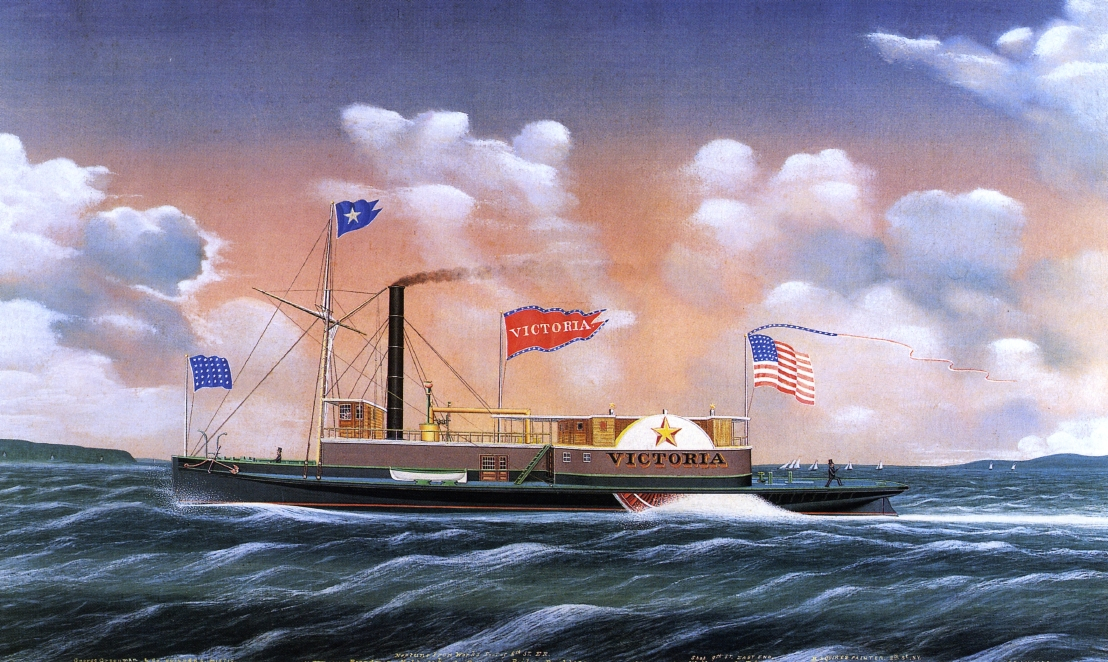
Victoria, olej na płótnie, James Bard, 1859 (America Hurrah, New York, NY)
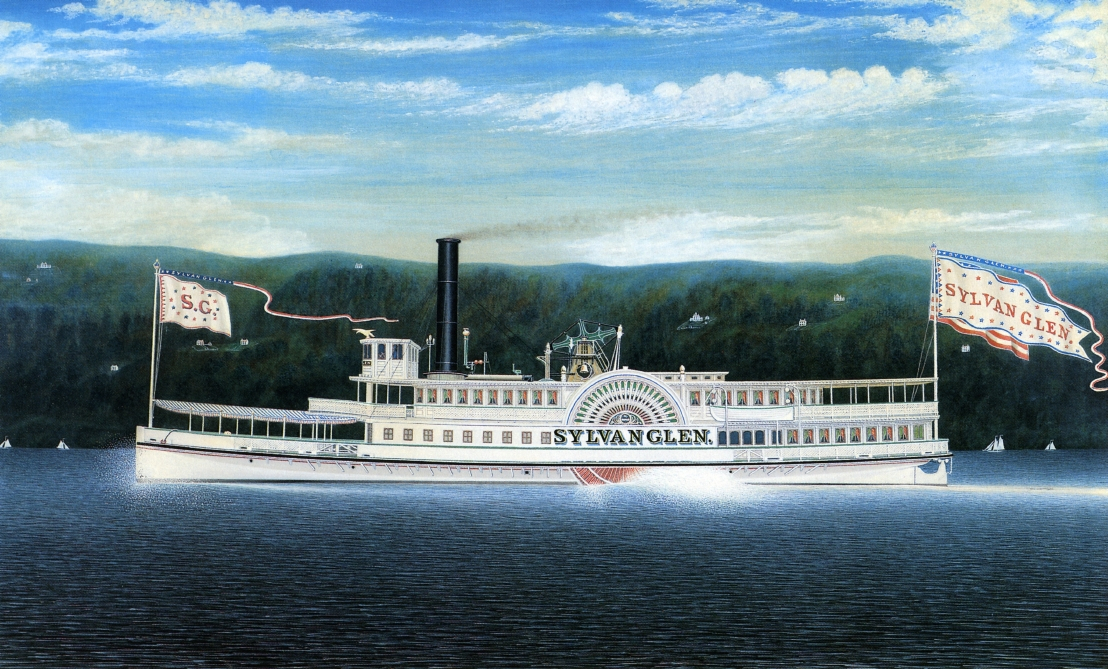
Sylvan Glen, olej na płótnie, James Bard 1870 (New-York Historical Society)
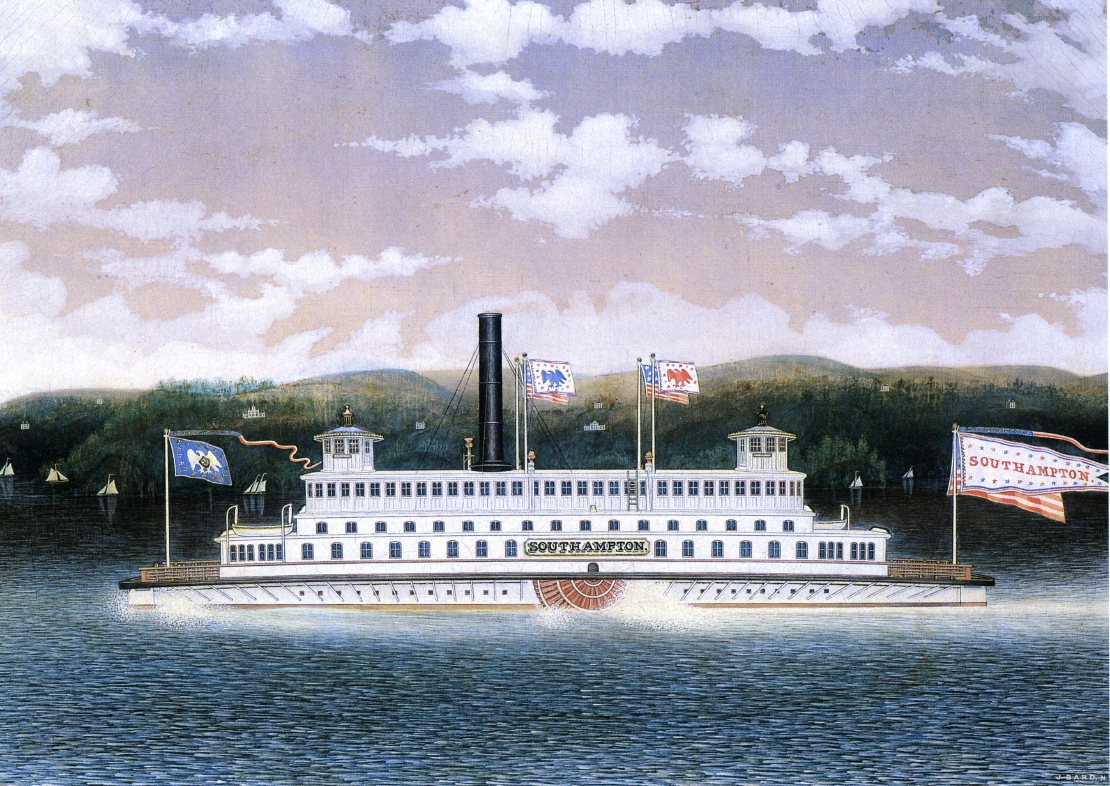
Southampton, olej na płótnie, James Bard, 1880 (New-York Historical Society)